# Équipe de Tunisie de football en 2014
L'équipe de Tunisie de football participe en 2014 aux qualifications de la coupe d'Afrique des nations 2015.

## Matchs
| Date              | Stade                                                   | Adversaire   | Score | Comp | Buteurs tunisiens                |
| ----------------- | ------------------------------------------------------- | ------------ | ----- | ---- | -------------------------------- |
| 5 mars 2014       | Stade Cornellà-El Prat Barcelone, Espagne               | Colombie     | 1-1   | A    | Khazri 35e                       |
| 28 mai 2014       | Stade de la Coupe du monde de Séoul Séoul, Corée du Sud | Corée du Sud | 1-0   | A    | Dhaouadi 44e                     |
| 7 juin 2014       | Stade Roi Baudouin Bruxelles, Belgique                  | Belgique     | 0-1   | A    |                                  |
| 6 septembre 2014  | Stade Mustapha-Ben-Jannet Monastir, Tunisie             | Botswana     | 2-1   | QCAN | Khazri 74e, Chikhaoui 89e (pen.) |
| 10 septembre 2014 | Stade du 30 Juin Le Caire, Égypte                       | Égypte       | 1-0   | QCAN | F.Ben Youssef 14e                |
| 10 octobre 2014   | Stade Léopold-Sédar-Senghor Dakar, Sénégal              | Sénégal      | 0-0   | QCAN |                                  |
| 15 octobre 2014   | Stade Mustapha-Ben-Jannet Monastir, Tunisie             | Sénégal      | 1-0   | QCAN | Sassi 90+4e                      |
| 14 novembre 2014  | Botswana National Stadium Gaborone, Botswana            | Botswana     | 0-0   | QCAN |                                  |
| 19 novembre 2014  | Stade Mustapha-Ben-Jannet Monastir, Tunisie             | Égypte       | 2-1   | QCAN | Chikhaoui 52e, Khazri 80e        |

## Classement FIFA
Le tableau ci-dessous présente les coefficients mensuels de l'équipe de Tunisie dans le monde publiés par la FIFA durant l'année 2014.
| Mois | janv. | fév. | mars | avril | mai | juin | juillet | août | sept. | oct. | nov. | déc. |
| Rang | 44    | 45   | 44   | 49    | 49  | 48   | 42      | 42   | 31    | 31   | 22   | 22   |

## Classement de la CAF
Le tableau ci-dessous présente les coefficients mensuels de l'équipe de Tunisie dans la CAF publiés par la FIFA durant l'année 2014.
| Mois | janv. | fév. | mars | avril | mai | juin | juillet | août | sept. | oct. | nov. | déc. |
| Rang | 8     | 6    | 6    | 7     | 7   | 7    | 6       | 6    | 3     | 3    | 2    | 2    |